# Châtelus-le-Marcheix

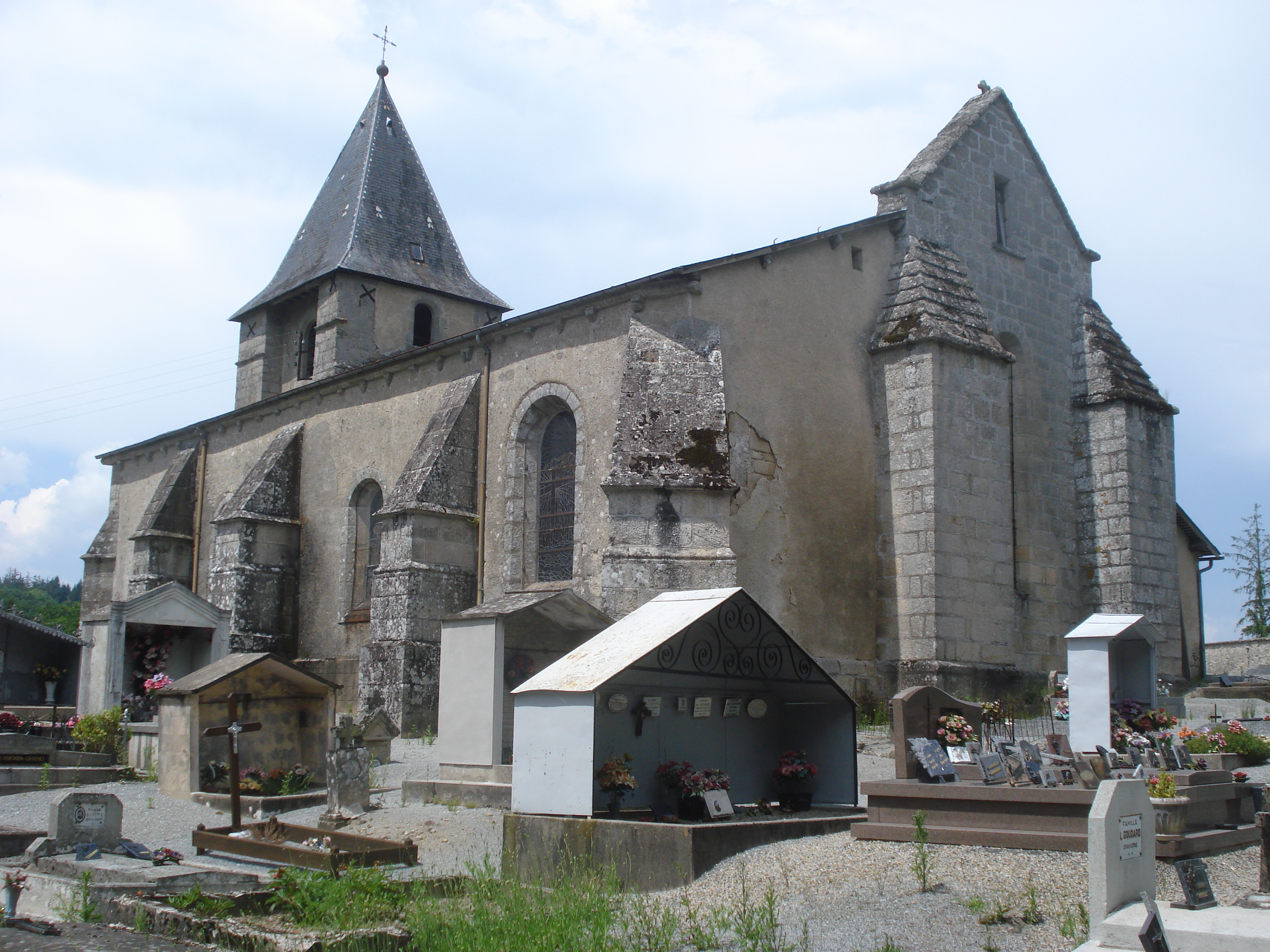
Kościół w Châtelus-le-Marcheix (2008)

Châtelus-le-Marcheix – miejscowość i gmina we Francji, w regionie Nowa Akwitania, w departamencie Creuse.
Według danych na rok 1990 gminę zamieszkiwało 375 osób, a gęstość zaludnienia wynosiła 9 osób/km² (wśród 747 gmin Limousin Châtelus-le-Marcheix plasuje się na 309. miejscu pod względem liczby ludności, natomiast pod względem powierzchni na miejscu 68.).

## Populacja

Populacja Châtelus-le-Marcheix w latach 1962–2008